# Победнице европских првенстава у атлетици у дворани — петобој
Освајачице медаља на европским првенствима у атлетици у дворани у дисциплини петобој, која је у програму од 26. Европског првенства у дворани одржаном 1992. у Ђенови, приказане су у следећој табели. Постигнути резултати су приказани у укупном збиру сакупљених поена након пет окончаних атлетских дисциплина.
Најуспешнија вишебојка, после 17 европских првенстава, је Нафисату Тијам  из Белгије са три освојене златне медаље и једном сребрном. Од земаља, најуспешнија је Русија са укупно 7 медаља, од чега 4 златне, 2 сребрне и 1 бронзана.
Рекорд европских првенстава у петобоју у дворани држи Нафисату Тијам из Белгије са 5.055 освојених поена. Овај резултат, који је уједно и Светски рекорд у дворани у петобоју, Тијам је остварила на Европском првенству у дворани у Истанбулу 2023.

## Освајачице медаља на европским првенствима у дворани
| ЕП                    |                                                | Резултат      |                                      | Резултат |                                    | Резултат |
| Ђенова 1992           | Лилиана Настасе · Румунија                     | 4.701 РЕП     | Петра Валдеану · Румунија            | 4.677    | Урсула Влодарчик · Пољска          | 4.651    |
| Париз 1994            | Лариса Турчинскаја · Русија                    | 4.801 РЕП     | Рита Инанчи · Мађарска               | 4.775    | Урсула Влодарчик · Пољска          | 4.668    |
| Стокхолм 1996         | Јелена Лебеденко · Русија                      | 4.685         | Урсула Влодарчик · Пољска            | 4.597    | Ирина Вострикова · Русија          | 4.545    |
| Валенсија 1998        | Урсула Влодарчик · Пољска                      | 4.808         | Ирина Белова · Русија                | 4.631    | Карин Шпехт · Немачка              | 4.523    |
| Гент 2000 детаљи      | Карин Шпехт-Ертл · Немачка                     | 4.671         | Ирина Вострикова · Русија            | 4.615    | Урсула Влодарчик · Пољска          | 4.590    |
| Беч 2002 детаљи       | Јелена Прохорова · Русија                      | 4.622         | Наиде Гомеш · Португалија            | 4.595    | Каролине Клифт · Шведска           | 4.535    |
| Мадрид 2005 детаљи    | Каролине Клифт · Шведска                       | 4.948 СР, РЕП | Кели Содертон · Уједињено Краљевство | 4.733    | Наталија Добринска · Украјина      | 4.667    |
| Бирмингем 2007 детаљи | Каролине Клифт · Шведска                       | 4.944         | Кели Содертон · Уједињено Краљевство | 4.927    | Карин Рикштул · Холандија          | 4.801    |
| Торино 2009 детаљи    | Ана Богданова · Русија                         | 4.761         | Јоланда Кајзер · Холандија           | 4.644    | Антоанет Нана Ђиму Ида · Француска | 4.618    |
| Париз 2011 детаљи     | Антоанет Нана Ђиму Ида · Француска             | 4.723         | Аустра Скујите · Литванија           | 4.706    | Ремона Франсен · Холандија         | 4.664    |
| Гетеборг 2013 детаљи  | Антоанет Нана Ђиму Ида · Француска             | 4.666         | Јана Максимова · Белорусија          | 4.658    | Хана Мелниченко · Украјина         | 4.604    |
| Праг 2015 детаљи      | Катарина Џонсон-Томпсон · Уједињено Краљевство | 5.000 РЕП     | Нафисату Тијам · Белгија             | 4.696    | Елишка Клучинова · Чешка           | 4.687    |
| Београд 2017 детаљи   | Нафисату Тијам · Белгија                       | 4.870         | Ивона Дадић · Аустрија               | 4.767    | Ђерђи Живоцки-Фаркаш · Мађарска    | 4.723    |
| Глазгов 2019 детаљи   | Катарина Џонсон-Томпсон · Уједињено Краљевство | 4.983         | Ниам Емерсон · Уједињено Краљевство  | 4.731    | Солен Ндама · Француска            | 4.723    |
| Торуњ 2021 детаљи     | Нафисату Тијам · Белгија                       | 4.904         | Нур Видс · Белгија                   | 4.791    | Ксенија Крижан · Мађарска          | 4.644    |
| Истанбул 2023 детаљи  | Нафисату Тијам · Белгија                       | 5.055 СР, РЕП | Адриана Сулек · Пољска               | 5.014    | Нур Видс · Белгија                 | 4.823    |
| Апелдорн 2025 детаљи  | Сага Ванинен · Финска                          | 4.922         | Софи Доктер · Холандија              | 4.826    | Кејт О'Конор · Ирска               | 4.781    |
| Валенсија 2027        |                                                |               |                                      |          |                                    |          |

## Биланс медаља
| Ранг | Држава               |    |    |    |    |
| ---- | -------------------- | -- | -- | -- | -- |
| 1.   | Русија               | 4  | 2  | 1  | 7  |
| 2.   | Белгија              | 3  | 2  | 1  | 6  |
| 3.   | Уједињено Краљевство | 2  | 3  | 0  | 5  |
| 4.   | Француска            | 2  | 0  | 2  | 4  |
| 5.   | Шведска              | 2  | 0  | 1  | 3  |
| 6.   | Пољска               | 1  | 2  | 3  | 6  |
| 7.   | Румунија             | 1  | 1  | 0  | 2  |
| 8.   | Немачка              | 1  | 0  | 1  | 2  |
| 9.   | Финска               | 1  | 0  | 0  | 1  |
| 10.  | Холандија            | 0  | 2  | 2  | 4  |
| 11.  | Мађарска             | 0  | 1  | 2  | 3  |
| 12.  | Португалија          | 0  | 1  | 0  | 1  |
| 12.  | Литванија            | 0  | 1  | 0  | 1  |
| 12.  | Белорусија           | 0  | 1  | 0  | 1  |
| 12.  | Аустрија             | 0  | 1  | 0  | 1  |
| 16.  | Украјина             | 0  | 0  | 2  | 2  |
| 17.  | Чешка                | 0  | 0  | 1  | 1  |
| 17.  | Ирска                | 0  | 0  | 1  | 1  |
|      | Укупно (18)          | 17 | 17 | 17 | 51 |

| Ранг | Атлетичарка             | Држава               |   |   |   |   |
| ---- | ----------------------- | -------------------- | - | - | - | - |
| 1.   | Нафисату Тијам          | Белгија              | 3 | 1 | 0 | 4 |
| 2.   | Каролине Клифт          | Шведска              | 2 | 0 | 1 | 3 |
| 2.   | Антоанет Нана Ђиму Ида  | Француска            | 2 | 0 | 1 | 3 |
| 4.   | Катарина Џонсон-Томпсон | Уједињено Краљевство | 2 | 0 | 0 | 2 |
| 5.   | Урсула Влодарчик        | Пољска               | 1 | 1 | 3 | 5 |
| 6.   | Карин Шпехт             | Немачка              | 1 | 0 | 1 | 2 |
| 7.   | Кели Содертон           | Уједињено Краљевство | 0 | 2 | 0 | 2 |
| 8.   | Ирина Вострикова        | Русија               | 0 | 1 | 1 | 2 |
| 8.   | Нур Видс                | Белгија              | 0 | 1 | 1 | 2 |